# 블리
블리(프랑스어: Blyes)는 프랑스 동부 오베르뉴론알프 앵주에 있는 코뮌이다.
블리에 사는 사람을 가리켜 '블리야르 / 블리야르드' (Blyards / Blyardes)라고 부른다..

## 지리
블리는 행정구역상으로 앵주의 라니외 캉통에 속한다. 준주도인 라니외에서 8km, A42 고속도로에서 5km, 멕시미외에서 10km, 생뷜바에서 4km, 샤제쉬랭에서 6km 떨어진 지점에 위치해 있다. 앵강과도 그리 머지않은 거리에 자리해 있으며, 앵 평원의 공업단지와 가까우나 마을 주변은 개발제한으로 묶여 있다.

## 역사
13세기경 블리 마을과 생장드니오 마을 사람들이 토지 분쟁으로 리코티에서 전투를 벌였고, 생장드니오 쪽이 이겼다고 한다. 전해지는 이야기에 따르면 블리 사람들은 마을에서 자기 부인들을 데려와 일렬로 세운 뒤, 뒤돌아 치마를 들추게 하여 적을 혼란스럽게 만드려고 했다고 한다. 그러나 생장드니오 주민들은 그런 광경에도 아랑곳않고 전열을 가다듬어 다시 공격했고, 결국 승리했다는 이야기다.
이후 샤제쉬랭의 일부로 편입되었던 블리 마을은 1863년 5월 16일 나폴레옹 3세의 행정령에 따라 다시 분리되어 독립된 코뮌을 이루게 되었다.

## 인구
| 연도 | 인구  | ±%    |
| ---- | ----- | ----- |
| 2005 | 908   | —     |
| 2006 | 920   | +1.3% |
| 2007 | 927   | +0.8% |
| 2008 | 880   | −5.1% |
| 2009 | 883   | +0.3% |
| 2010 | 886   | +0.3% |
| 2011 | 907   | +2.4% |
| 2012 | 915   | +0.9% |
| 2013 | 944   | +3.2% |
| 2014 | 972   | +3.0% |
| 2015 | 1,000 | +2.9% |
| 2016 | 993   | −0.7% |

## 같이 보기
- 앵 주의 코뮌 목록